# Нідерланди на зимових Олімпійських іграх 2010
Нідерланди на зимових Олімпійських іграх 2010 представлена 34 спортсменами в 4 видах спорту.

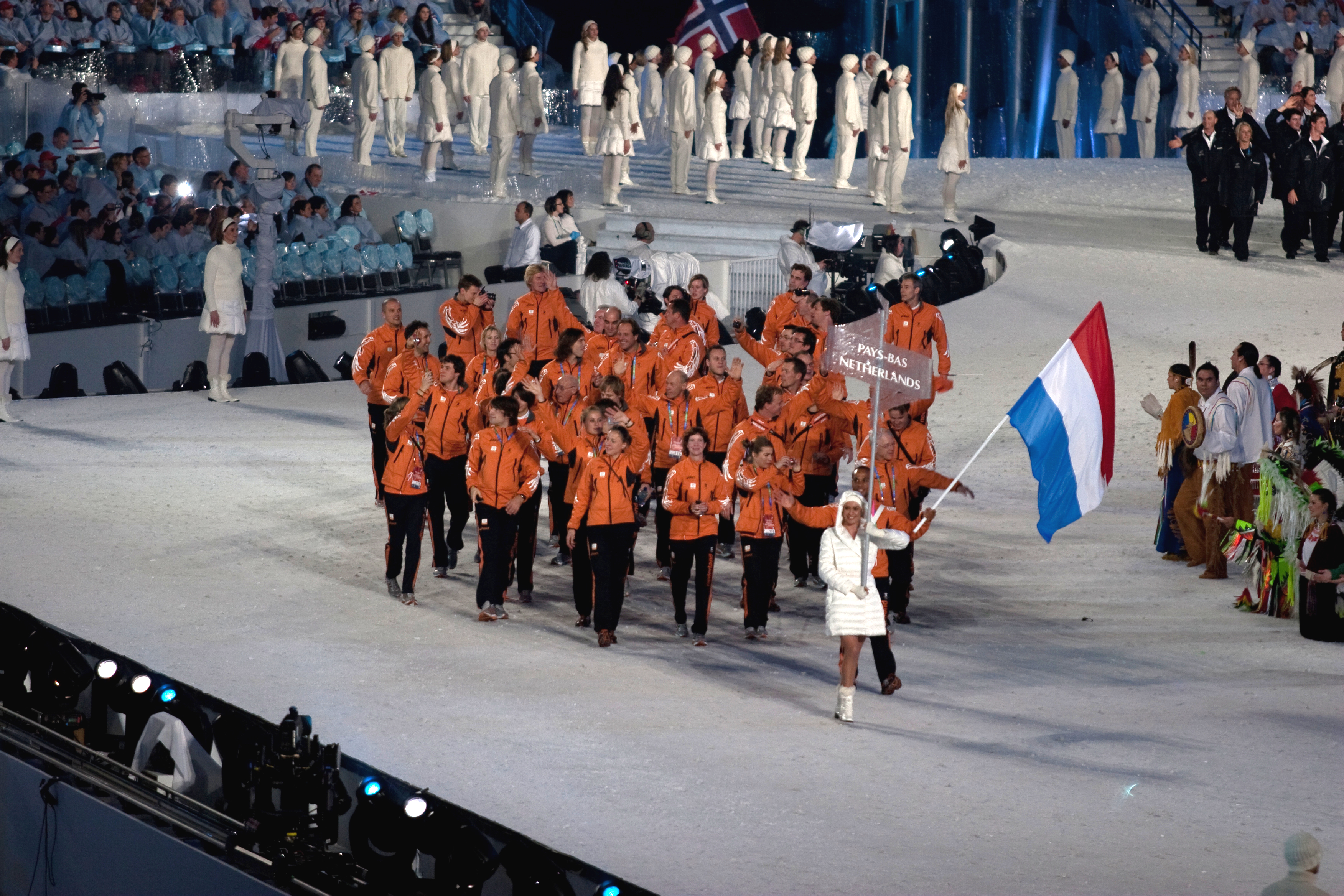
Збірна Нідерландів під час Параду націй на церемонії відкриття Олімпіади

## Медалісти
Золото
| Золото |                    |                         |
| №      | Спортсмени         | Вид спорту (дисципліна) |
| 1      | Свен Крамер        | Ковзанярський спорт     |
| 2      | Марк Тюйтерт       | Ковзанярський спорт     |
| 3      | Ірен Вуст          | Ковзанярський спорт     |
| 4      | Нікольєн Зауербрей | Сноубординг             |

Срібло
| Срібло |                   |                         |
| №      | Спортсмени        | Вид спорту (дисципліна) |
| 1      | Аннетте Геррітсен | Ковзанярський спорт     |

Бронза
| Бронза |                                                       |                         |
| №      | Спортсмени                                            | Вид спорту (дисципліна) |
| 1      | Лауріне ван Ріссен                                    | Ковзанярський спорт     |
| 2      | Боб де Йонг                                           | Ковзанярський спорт     |
| 3      | Ян Блокгюйсен Свен Крамер Сімон Койперс* Марк Тюйтерт | Ковзанярський спорт     |